# 열린대학 교육협의회
열린대학 교육협의회(열린大學 敎育協議會, 영어: Open Cyber University Consortium)는 사이버 공간을 통한 대학교육 및 학술교류를 목적으로 성균관대학교를 당시 회장교로 하여 12개 대학이 설립한 학술교류 협의체이다.
대한민국 최대 규모의 대학간 사이버교육 학술교류 협의체이며, 대한민국 최초의 원격대학인 한국열린사이버대학교를 설립했다. 2018년 기준으로, 국립부경대학교가 회장교 역할을 수행중이며, 74개 대학이 회원교로 가입하여 각각 학술교류협정을 체결하여 교류에 참여하고 있다.
열린대학 교육협의회는 대학 연합 학술 교류 단체로서, 한국열린사이버대학교를 설립하고 운영하고 있다. 각 대학은 한국열린사이버대학교를 통해 강좌 등을 개설하며 가입된 대학의 학생들이 학점을 이수할 수 있게 하는 등, 학교간 학점 교류와, 별도의 4,000여명의 재학생들에게 비교적 저렴한 등록금으로 고등교육을 보급시키기 위해 노력하고 있다.

## 연혁
- 1997년 12월 11일 컨소시엄 결성 및 협정서 조인
- 2000년 2월 16일 열린대학교육협의회 재결성 및 협정서 조인
- 2002년 11월 11일 나사렛대학교 가입
- 2004년 12월 13일 대진대학교 가입
- 2005년 11월 24일 인천대학교 가입
- 2006년 6월 5일 숭실대학교 가입
- 2008년 1월 15일 충남대학교 가입
- 2009년 2월 6일 금오공과대학교 가입
- 2010년 2월 19일 한국교통대학교 가입
- 2012년 6월 28일 홍익대학교 가입
- 2012년 7월 2일 서울시립대학교 가입
- 2012년 11월 5일 부산대학교 가입
- 2013년 11월 22일 순천대학교 가입
- 2014년 3월 2일 한영신학대학교 가입
- 2015년 12월 17일 서경대학교 가입
- 2016년 2월 11일 성공회대학교 가입
- 2017년 12월 8일 성신여자대학교 가입
- 2018년 6월 19일 아세아연합신학대학교 가입
- 2019년 2월 11일 경희대학교 가입
- 2020년 1월 7일 국민대학교 가입
- 2022년 2월 3일 성결대학교 가입

## 회원교

### 주관대학
| 가입 | 교명               | 위치 | 구분 | 비고 |
| ---- | ------------------ | ---- | ---- | ---- |
| 2000 | 국립강릉원주대학교 | 강원 | 국립 |      |
| 2000 | 국립공주대학교     | 충남 | 국립 |      |
| 2000 | 국립부경대학교     | 부산 | 국립 |      |
| 2000 | 동덕여자대학교     | 서울 | 사립 |      |
| 2000 | 부산외국어대학교   | 부산 | 사립 |      |
| 2000 | 순천향대학교       | 충남 | 사립 |      |
| 2000 | 용인대학교         | 경기 | 사립 |      |
| 2000 | 인제대학교         | 경남 | 사립 |      |
| 2000 | 제주대학교         | 제주 | 국립 |      |
| 2000 | 충북대학교         | 충북 | 국립 |      |

### 회원대학
| 가입 | 교명                 | 위치 | 구분       | 비고          |
| ---- | -------------------- | ---- | ---------- | ------------- |
| 2000 | 성균관대학교         | 경기 | 사립       | 주관대학 포기 |
| 2000 | 중앙대학교           | 서울 | 사립       |               |
| 2002 | 나사렛대학교         | 충남 | 사립       |               |
| 2004 | 대진대학교           | 경기 | 사립       |               |
| 2005 | 인천대학교           | 인천 | 국립(법인) |               |
| 2006 | 서원대학교           | 충북 | 사립       |               |
| 2006 | 숭실대학교           | 서울 | 사립       |               |
| 2008 | 국립목포해양대학교   | 전남 | 국립       |               |
| 2008 | 서울신학대학교       | 경기 | 사립       |               |
| 2008 | 한서대학교           | 충남 | 사립       |               |
| 2008 | 협성대학교           | 경기 | 사립       |               |
| 2009 | 국립군산대학교       | 전북 | 국립       |               |
| 2009 | 국립금오공과대학교   | 경북 | 국립       |               |
| 2009 | 국립목포대학교       | 전남 | 국립       |               |
| 2009 | 국립안동대학교       | 경북 | 국립       |               |
| 2009 | 안양대학교           | 경기 | 사립       |               |
| 2009 | 국립창원대학교       | 경남 | 국립       |               |
| 2009 | 한국전통문화대학교   | 충남 | 국립(특별) |               |
| 2010 | 단국대학교           | 경기 | 사립       |               |
| 2010 | 유원대학교           | 충북 | 사립       |               |
| 2010 | 국립한국교통대학교   | 충북 | 국립       |               |
| 2010 | 국립한국해양대학교   | 부산 | 국립       |               |
| 2012 | 부산대학교           | 부산 | 국립       |               |
| 2012 | 서울시립대학교       | 서울 | 공립       |               |
| 2012 | 선문대학교           | 충남 | 사립       |               |
| 2012 | 한경대학교           | 경기 | 국립       |               |
| 2012 | 한신대학교           | 경기 | 사립       |               |
| 2012 | 홍익대학교           | 서울 | 사립       |               |
| 2013 | 가야대학교           | 경남 | 사립       |               |
| 2013 | 국립순천대학교       | 전남 | 국립       |               |
| 2014 | 서울한영대학교       | 서울 | 사립       |               |
| 2014 | 제주국제대학교       | 제주 | 사립       |               |
| 2015 | 남부대학교           | 광주 | 사립       |               |
| 2015 | 서경대학교           | 서울 | 사립       |               |
| 2016 | 성공회대학교         | 서울 | 사립       |               |
| 2016 | 인천가톨릭대학교     | 인천 | 사립       |               |
| 2016 | 중원대학교           | 충북 | 사립       |               |
| 2016 | 청운대학교           | 충남 | 사립(산업) |               |
| 2017 | 경남대학교           | 경남 | 사립       |               |
| 2017 | 경동대학교           | 강원 | 사립       |               |
| 2017 | 경상국립대학교       | 경남 | 국립       |               |
| 2017 | 경성대학교           | 부산 | 사립       |               |
| 2017 | 고신대학교           | 부산 | 사립       |               |
| 2017 | 김천대학교           | 경북 | 사립       |               |
| 2017 | 동명대학교           | 부산 | 사립       |               |
| 2017 | 동서대학교           | 부산 | 사립       |               |
| 2017 | 동아대학교           | 부산 | 사립       |               |
| 2017 | 동의대학교           | 부산 | 사립       |               |
| 2017 | 부산가톨릭대학교     | 부산 | 사립       |               |
| 2017 | 부산교육대학교       | 부산 | 국립       |               |
| 2017 | 부산장신대학교       | 경남 | 사립       |               |
| 2017 | 성신여자대학교       | 서울 | 사립       |               |
| 2017 | 세명대학교           | 충북 | 사립       |               |
| 2017 | 신라대학교           | 부산 | 사립       |               |
| 2017 | 영산대학교           | 경남 | 사립       |               |
| 2017 | 울산대학교           | 울산 | 사립       |               |
| 2017 | 육군사관학교         | 서울 | 국립(사관) |               |
| 2017 | 진주교육대학교       | 경남 | 국립       |               |
| 2017 | 창신대학교           | 경남 | 사립       |               |
| 2017 | 한국국제대학교       | 경남 | 사립       |               |
| 2017 | 국립한밭대학교       | 대전 | 국립       |               |
| 2018 | 백석대학교           | 충남 | 사립       |               |
| 2018 | 신한대학교           | 경기 | 사립       |               |
| 2018 | 아세아연합신학대학교 | 경기 | 사립       |               |
| 2019 | 경희대학교           | 서울 | 사립       |               |
| 2019 | 호서대학교           | 충남 | 사립       |               |
| 2020 | 국민대학교           | 서울 | 사립       |               |
| 2020 | 극동대학교           | 충북 | 사립       |               |
| 2020 | 동신대학교           | 전남 | 사립       |               |
| 2020 | 서강대학교           | 서울 | 사립       |               |
| 2020 | 서울장신대학교       | 경기 | 사립       |               |
| 2020 | 한국항공대학교       | 경기 | 사립       |               |
| 2022 | 성결대학교           | 경기 | 사립       |               |
| 2023 | 광운대학교           | 서울 | 사립       |               |

## 같이 보기
- 한국열린사이버대학교
- 서울총장포럼
- 한국지역대학연합
- 한국대학교육협의회